# Guatteria ucayaliana
Guatteria ucayaliana este o specie de plante angiosperme din genul Guatteria, familia Annonaceae, descrisă de Friedrich Ludwig Diels. Conform Catalogue of Life specia Guatteria ucayaliana nu are subspecii cunoscute.